# Prix Iris de la meilleure musique originale
Le prix Iris de la meilleure musique originale est un prix cinématographique annuel, présenté par Québec Cinéma dans le cadre de son programme de prix Iris, afin d'honorer la meilleure musique originale de l'année dans le cinéma québécois. 
Jusqu'en 2016, il est nommé prix Jutra de la meilleure musique originale en mémoire du réalisateur québécois Claude Jutra. À la suite du retrait du nom de Jutra du prix, le prix 2016 est remis sous le nom de Québec Cinéma. Le nom du prix Iris est annoncé en octobre 2016.

## Années 1990
| Année                               | Candidat(s)                   | Film |
| ----------------------------------- | ----------------------------- | ---- |
| 1999 1re soirée des prix Jutra      |                               |      |
| Jean Corigliano                     | Le Violon Rouge               |      |
| Pierre Desrochers, Nathalie Boileau | 32 août sur Terre             |      |
| François Dompierre                  | C'est ton tour, Laura Cadieux |      |
| Richard Grégoire, Y. Desrosiers     | Le Cœur au poing              |      |

## Années 2000
| Année                                               | Nominee(s)                           | Film |
| --------------------------------------------------- | ------------------------------------ | ---- |
| 2000 2e soirée des prix Jutra                       |                                      |      |
| Benoît Jutras                                       | Alegria                              |      |
| Guy Bélanger, Steve Hill                            | Post Mortem                          |      |
| Gaëtan Gravel, Serge LaForest                       | Le Grand Serpent du monde            |      |
| Richard Grégoire                                    | Souvenirs intimes                    |      |
| 2001 3e soirée des prix Jutra                       |                                      |      |
| Michel Donato, James Gelfand                        | Les Muses orphelines                 |      |
| Ned Bouhalassa, François Bruneau, Jean-Marc Pisapia | La Beauté de Pandore                 |      |
| Gilles Grégoire                                     | Hochelaga                            |      |
| Robert Marcel Lepage                                | Full Blast                           |      |
| 2002 4e soirée des prix Jutra                       |                                      |      |
| Guy Pelletier, Ramachandra Borcar                   | Un crabe dans la tête                |      |
| Bertrand Chénier                                    | L'ange de goudron                    |      |
| Jean St-Jacques                                     | 15 février 1839                      |      |
| Simon Wayland, Peter Xirogiannis, Phil York         | Danny in the Sky                     |      |
| 2003 5e soirée des prix Jutra                       |                                      |      |
| Michel Cusson                                       | Séraphin: un homme et son péché      |      |
| Pierre Desrochers, Nathalie Boileau                 | Québec-Montréal                      |      |
| Gilles Grégoire                                     | Histoire de pen                      |      |
| Robert Marcel Lepage                                | Yellowknife                          |      |
| 2004 6e soirée des prix Jutra                       |                                      |      |
| Guy Bélanger, Claude Fradette                       | Gaz Bar Blues                        |      |
| Jean-Marie Benoît                                   | La Grande Séduction                  |      |
| Michel Cusson                                       | Père et fils                         |      |
| FM Le Sieur                                         | Mambo Italiano                       |      |
| 2005 7e soirée des prix Jutra                       |                                      |      |
| Carl Bastien, Dumas                                 | Les Aimants                          |      |
| Michel Corriveau                                    | Le Dernier tunnel                    |      |
| Michel Cusson                                       | Dans une galaxie près de chez vous   |      |
| James Gelfand                                       | Jack Paradise, Les nuits de Montréal |      |
| 2006 8e soirée des prix Jutra                       |                                      |      |
| Daniel Bélanger                                     | Audition (L'Audition)                |      |
| Frédéric Bégin, Phil Electric                       | Horloge biologique                   |      |
| Michel Cusson                                       | Maurice Richard                      |      |
| Robert Marcel Lepage                                | La Neuvaine                          |      |
| 2007 9e soirée des prix Jutra                       |                                      |      |
| Jorane                                              | Un dimanche à Kigali                 |      |
| Benoît Charest                                      | Guide de la petite vengeance         |      |
| Michel Corriveau                                    | Bon Cop, Bad Cop                     |      |
| Jorane                                              | Kamataki                             |      |
| 2008 10e soirée des prix Jutra                      |                                      |      |
| Catherine Major                                     | Le Ring                              |      |
| Normand Corbeil                                     | Ma fille, mon ange                   |      |
| Stéphane Dufour                                     | Les 3 P'tits Cochons                 |      |
| FM Le Sieur                                         | Nitro                                |      |
| 2009 11e soirée des prix Jutra                      |                                      |      |
| Normand Corbeil, Serge Fiori                        | Babine                               |      |
| Carl Bastien, Luc Sicard                            | Un été sans point ni coup sûr        |      |
| Laurent Eyquem                                      | Maman est chez le coiffeur           |      |
| Robert Marcel Lepage                                | Ce qu'il faut pour vivre             |      |

## années 2010
| Année | Nominee(s)                                            | Film |
| --- | ----------------------------------------------------- | ---- |
| 2010 12e soirée des prix Jutra |                                                       |      |
| Dédé Fortin, Les Colocs, Éloi Painchaud | Dédé à travers les brumes                             |      |
| Benoît Charest | Polytechnique                                         |      |
| Bertrand Chenier | Love and Savagery                                     |      |
| Normand Corbeil | Grande Ourse, la clé des possibles                    |      |
| Kate McGarrigle, Anna McGarrigle | Le jour avant le lendemain                            |      |
| 2011 13e soirée des prix Jutra |                                                       |      |
| Guy Bélanger, Benoît Charest | Route 132                                             |      |
| Michel Cusson | Reste avec moi                                        |      |
| Julien Knafo | Lucidité passagère                                    |      |
| Philippe Héritier | La Cité                                               |      |
| Martin Léon | Le Journal d'Aurélie Laflamme                         |      |
| 2012 14e soirée des prix Jutra |                                                       |      |
| Martin Léon | Monsieur Lazhar                                       |      |
| Louis Côté, Claude Lamothe | Snow and Ashes                                        |      |
| Pierre Lapointe, Philippe Brault | Le vendeur                                            |      |
| FM Le Sieur | Le Sens de l'humour                                   |      |
| Catherine Major | Pour l'amour de Dieu                                  |      |
| 2013 15e soirée des prix Jutra |                                                       |      |
| Viviane Audet, Robin-Joël Cool (en), Éric West-Millette | Camion                                                |      |
| Benoît Charest | Une bouteille à la mer                                |      |
| Benoît Charest | Mars et Avril                                         |      |
| Normand Corbeil | Le Torrent                                            |      |
| Michel Corriveau | Ésimésac                                              |      |
| 2014 16e soirée des prix Jutra |                                                       |      |
| Ramachandra Borcar | Roche papier ciseaux                                  |      |
| Olivier Auriol | La Légende de Sarila                                  |      |
| Benoît Charest | Upside Down                                           |      |
| Michel Cusson | Rouge sang                                            |      |
| Thomas Hellman | Les Manèges humains                                   |      |
| 2015 17e soirée des prix Jutra |                                                       |      |
| Rémy Nadeau-Aubin, Christophe Lamarche-Ledoux | You're Sleeping Nicole (Tu dors Nicole)               |      |
| Alain Auger | Uvanga                                                |      |
| Jeff Barnaby, Joe Barrucco | Rhymes for Young Ghouls                               |      |
| Michel Corriveau | Exil                                                  |      |
| Patrice Dubuc, Gaëtan Gravel | Rencontres avec un jeune poète                        |      |
| 2016 18e gala du cinéma québécois |                                                       |      |
| Martin Léon | My Internship in Canada (Guibord s'en va-t-en guerre) |      |
| Jean-Philippe Bernier, Jean-Nicolas Leupi | Turbo Kid                                             |      |
| Michel Corriveau | Anna                                                  |      |
| Gaëtan Gravel, Patrice Dubuc | Elephant Song                                         |      |
| Jenny Salgado, André Courcy, Luc St-Pierre | Scratch                                               |      |
| 2017 19e gala Québec Cinéma |                                                       |      |
| Dear Criminals | Nelly                                                 |      |
| Thierry Amar, David Bryant, Kevin Doria | Maudite poutine                                       |      |
| Guy Bélanger | Les Mauvaises Herbes                                  |      |
| Martin Léon | Embrasse-moi comme tu m'aimes                         |      |
| Robert Marcel Lepage | Avant les rues                                        |      |
| 2018 20e gala Québec Cinéma |                                                       |      |
| Pierre-Philippe Côté | Les Affamés                                           |      |
| Bertrand Chenier | Le problème d'infiltration                            |      |
| Dead Obies (Patrice Dubuc, Gaëtan Gravel, Vincent Banville, Gregory Beaudin Kerr, Jonathan Quirion, Jean-Francois Ruel, Pierre Savu-Massé, Charles-André Vincelette) | Chien de garde                                        |      |
| Gyan Riley, Terry Riley | Hochelaga, terre des âmes                             |      |
| Michael Silver | Boost                                                 |      |
| 2019 21e gala Québec Cinéma |                                                       |      |
| Philippe Brault | La disparition des lucioles                           |      |
| Olivier Alary | La grande noirceur                                    |      |
| Frédéric Bégin | 1991                                                  |      |
| Philippe Bergeron | Nous sommes Gold                                      |      |
| Peter Venne | Avant qu'on explose                                   |      |

## Années 2020
| Année                                                | Candidat(s)                 | Film   | Réf |
| ---------------------------------------------------- | --------------------------- | ------ | --- |
| 2020 22e gala Québec Cinéma                          |                             |        |     |
| Jean Michel Blais                                    | Mathias et Maxime           | [ 5 ]  |     |
| Andréa Bélanger, David Ratté                         | Il pleuvait des oiseaux     | [ 6 ]  |     |
| Jean Massicotte, Jad Orphée Chami                    | Antigone                    | [ 6 ]  |     |
| Howard Shore                                         | La chanson des noms         | [ 6 ]  |     |
| Pierre Venne                                         | Le vingtième siècle         | [ 6 ]  |     |
| 2021 23e gala Québec Cinéma                          |                             |        |     |
| Martin Léon                                          | Mon année Salinger          | [ 7 ]  |     |
| Olivier Alary                                        | La nuit des rois            | [ 8 ]  |     |
| Patrice Dubuc, Gaëtan Gravel                         | Souterrain                  | [ 8 ]  |     |
| Guido Del Fabbro, Pierre Lapointe                    | Le Club Vinland             | [ 8 ]  |     |
| Jean-Phi Goncalves, Éloi Painchaud, Jorane Pelletier | Cible numéro un             | [ 8 ]  |     |
| 2022 24e gala Québec Cinéma                          |                             |        |     |
| Philippe Brault                                      | Les oiseaux ivres           | [ 9 ]  |     |
| Philippe Brault                                      | Marie Chapdelaine           | [ 10 ] |     |
| Jean Martin, Tanya Tagaq                             | Bootlegger                  | [ 10 ] |     |
| Éloi Painchaud, Fred Pellerin                        | L'Arracheuse de temps       | [ 10 ] |     |
| Roger Tellier-Craig                                  | La Contemplation du mystère | [ 10 ] |     |